# Johann Nepomuk Hemauer
Johann Nepomuk Hemauer (* 18. Februar 1799  in Regensburg; † 5. Oktober 1872 ebenda) war Kanonikus am Kollegiatsstift bei U. L. Frau zur alten Kapelle in Regensburg und Beichtvater Ludwigs I. von Bayern.

## Leben
Joh. Nep. Hemauer wurde am 18. Februar 1799 in Regensburg als Sohn eines fürstlich primatischen Bediensteten (Hofbeamter) und einer „frommen, christlichen Hausfrau“ geboren.
Er besuchte in Regensburg das Gymnasium und das Lyceum, wo er „mit gutem Erfolge seine humanistischen und philosophischen Studien“ absolvierte. Danach ergriff er zunächst den Beruf des Religionslehrers.
Dem Wunsch seiner Mutter folgend studierte er Theologie und wurde im Alter von nur 22 Jahren am 19. August 1821 zum Priester geweiht. Zunächst wirkte er einige Jahre in der Seelsorge auf dem Land, davon drei Jahre lang in Regenstauf.
1827 kehrte er nach Regensburg zurück, wo er fast ein halbes Jahrhundert in verschiedenen Kirchenämtern wirkte. Zuerst war er Stiftsvikar am St. Johann, dann Stadtpfarrkooperator an St. Emmeram, danach fünfzehn Jahre Prediger an der Stadtpfarrkirche Sankt Rupert. In dieser Zeit wirkte er auch immer noch als Religionslehrer.
Anschließend wurde er zum Kanonikus an St. Johann gewählt und danach vom König zum Kanonikus am Kollegiatsstift Unserer Lieben Frau zur alten Kapelle in Regensburg ernannt.
Ein Jahr nach seinem fünfzigjährigen Priesterjubiläum hat „den guten Hemauer … der Schlag getroffen!“ Davon erholte er sich nur kurz wieder und verstarb dann nach sechswöchigem schweren Leiden an einem Samstagmorgen.

## Ehrungen
- Ritter des Verdienstordens vom hl. Michael I. Klasse[5]
- Ehrenkreuz des Ludwigsordens
- Verdienstkreuz für die Jahre 1870/71[2]
- Ehrenbürger der Stadt Regensburg[6]
- Hemauerstraße in Regensburg, nach ihm benannt[7]